# The Paradise Motel
The Paradise Motel je australská rocková skupina, založená v Hobartu na Tasmánii v roce 1994. Své první album nazvané Still Life skupina vydala v roce 1996 a druhé Flight Paths v roce 1998. Skupina se rozpadla v roce 2000, ale o osm let později byla znovu obnovena a vydala alba Australian Ghost Story (2010), I Still Hear Your Voice at Night (2011) a Oh Boy (2013).